# Louis Campbell
Pour les articles homonymes, voir Campbell.
Louis Campbell, né le 1er avril 1979, à Rahway, dans le New Jersey, est un joueur américain de basket-ball. Il évolue au poste de meneur.

## Biographie
Formé à l’université de Buffalo entre 1998 et 2002 (12,4 points, 4,6 rebonds et 3,4 passes décisives en 112 matchs de NCAA), Louis Campbell devient professionnel à 23 ans et prend la direction de la deuxième division du championnat allemand où il s’engage avec Paderborn 91 pour deux saisons. 
Pour sa découverte de l’Europe, il fait étalage de tout son talent en survolant l’antichambre allemande (22,2 points, 6,2 rebonds, 4,8 passes décisives en 2002-2003 puis 27,2 points, 5,8 rebonds et 5,8 passes décisives en 2003-2004). 
Ses deux belles saisons lui ouvrent les portes de la première division allemande et il rejoint à l’été 2004 les Giessen 46ers pour deux ans. Il compile lors de sa première saison en Bundesliga 13,9 points, 2,6 rebonds et 2,9 passes décisives et atteint les demi-finales de playoffs. Pour sa deuxième année à Giessen, Campbell cumule 15,1 points, 3,4 rebonds et 3,7 passes décisives de moyenne et est sélectionné pour disputer le All-Star Game allemand. 
À l’été 2006, il change de cap et s’engage au Japon avec les Toyota Alvark Pacers. Élu meilleur meneur de jeu du Japon, il remporte le titre de champion du Japon, puis revient en Europe au mois d’avril 2007 pour disputer les playoffs espagnols avec Ciudad de Huelva, avec qui il atteint les demi-finales.
Il retourne au Japon avec les Toyota Alvark Pacers à l’intersaison 2007 pour deux ans. Deuxième meilleur passeur en 2007-2008 (6,2 passes décisives par match), il participe une nouvelle fois aux playoffs de Superleague japonaise, mais s’incline en Finale face aux SeaHorses Mikawa. L’année suivante, il atteint les demi-finales des playoffs japonais.
Il retourne en Allemagne en 2009 et s’engage avec Eisbaeren Bremerhaven. En 43 matchs, il cumule 13,0 points, 3,6 rebonds et 5,7 passes décisives et attend les demi-finales de Bundesliga.
L’année suivante, il s’engage avec EWE Baskets Oldenburg, toujours en première division allemande. Il décroche sa deuxième sélection au All-Star Game allemand et participe cette saison à l’EuroCoupe. En 40 matchs de championnat, Campbell compile 9,8 points, 2,4 rebonds et 3,4 passes décisives en 28 minutes de moyenne.
Il change d’écurie en 2011 et s’engage avec les Walter Tigers Tuebingen. En 34 rencontres de Bundesliga, il produit en moyenne 9,6 points, 3,6 rebonds et 4,1 passes décisives en 30 minutes.
À l’été 2012, il rejoint la SIG Strasbourg et découvre le championnat de France de Pro A. En quatre saisons avec le club alsacien, Campbell est devenu le capitaine incontournable de la SIG et se distingue parmi les meilleurs joueurs du championnat de Pro A, tout en devenant une figure emblématique du club.
Finaliste de la Leaders Cup et des playoffs en 2013, il est élu dans le deuxième cinq de la saison avec des moyennes de 10,2 points, 3,4 rebonds et 4,4 passes décisives. L’année suivante, la SIG dispute l'EuroLigue puis l’EuroCoupe et termine première de la saison régulière, mais les alsaciens s’inclinent en finale des playoffs de Pro A et en demi-finale de Leaders Cup.
En 2014-2015, Strasbourg réalise le triplé en remportant la saison régulière de Pro A, la Leaders Cup et la Coupe de France. Élu meilleur joueur de la Finale de la Coupe de France, Campbell s’incline une nouvelle fois en Finale de playoffs avec la SIG. Il dispute cette saison le tour préliminaire d'EuroLigue ainsi que 16 matchs d'EuroCoupe.
L’année suivante, la SIG atteint la Finale d'EuroCoupe mais doit s’incliner face au Galatasaray malgré un excellent Louis Campbell sur les matchs de Finale (13,0 points, 5,5 rebonds et 4,0 passes décisives pour 16,5 d’évaluation). Deuxième de saison régulière, la SIG Strasbourg doit malheureusement s’incliner en Finale de Pro A face à l’ASVEL. La SIG Strasbourg décide de changer d’entraîneur à la fin de saison et Louis Campbell ne fait plus partie des plans du nouvel entraîneur alsacien.
Après avoir quitté Strasbourg en fin de contrat à l’âge de 37 ans, Louis Campbell rebondit à Paris Levallois l’année suivante. Après une saison régulière complète (8,3 points, 4,0 rebonds et 5,1 passes décisives pour 11,5 d’évaluation), il élève son niveau de jeu en playoffs pour compiler 11,0 points, 4,6 rebonds et 5,5 passes décisives pour 15,7 d’évaluation et atteindre les demi-finales de playoffs.
Toujours à Levallois l’année suivante, Louis Campbell dispute une nouvelle fois l'EuroCoupe.
Privé de playoffs avec Levallois, il est libéré de son contrat et effectue en fin de saison une pige à Fos Provence en Pro B compilant en playoffs 6,4 points, 2,3 rebonds et 2,4 passes décisives et permettant au club provençal de gagner le droit d'accéder en Jeep Elite.
En juillet 2018, il reste dans le Sud de la France et rejoint l'Olympique d'Antibes pour une saison.

## Palmarès
- Champion du Japon en 2007 avec les Toyota Alvark
- Finaliste de la Disney Land Leaders Cup 2013 avec Strasbourg
- Finaliste du Championnat de France de Pro A 2013, 2014, 2015 et 2016 avec Strasbourg
- Finaliste de l'EuroCoupe avec Strasbourg
- Vainqueur de la Disney Land Leaders Cup 2015 avec Strasbourg
- Vainqueur de la Coupe de France 2015 avec Strasbourg

## Distinctions
- MVP de la finale de la Leaders Cup 2013 avec Strasbourg
- MVP du mois de février de la saison régulière 2015 de Pro A avec Strasbourg
- MVP de la finale de la Coupe de France 2015 avec Strasbourg